# Glina zwałowa

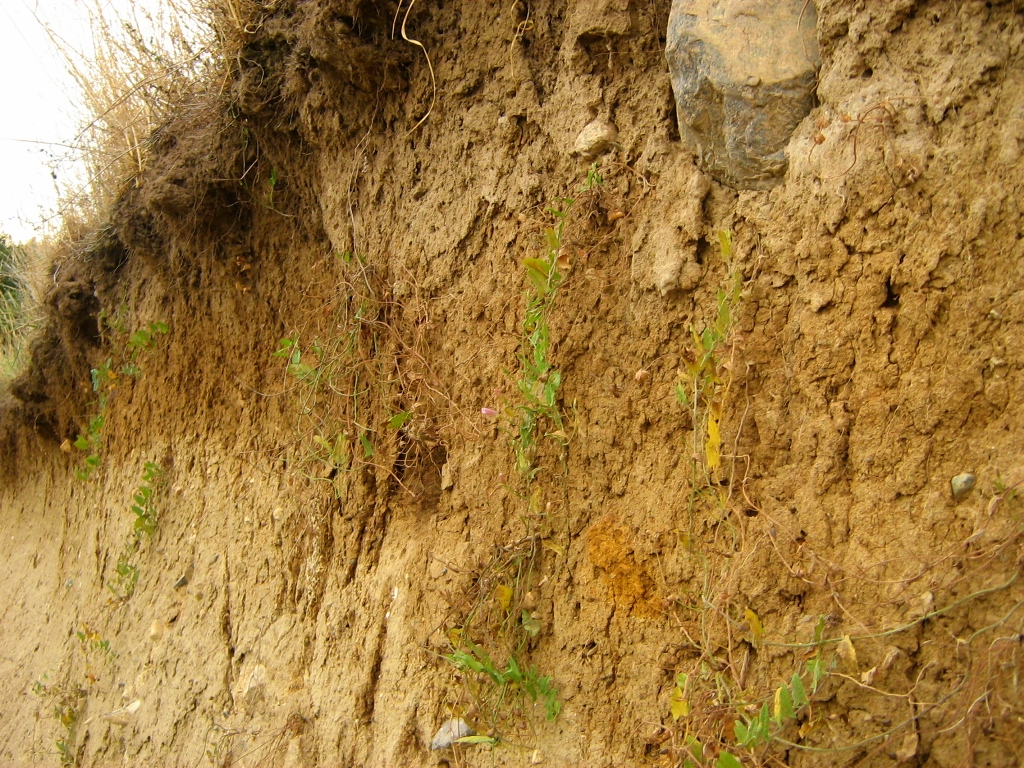
Glina zwałowa

Glina zwałowa, glina lodowcowa, glina morenowa – skała ilasta, rodzaj gliny; zazwyczaj niewarstwowany materiał osadowy powstający z błota morenowego, składający się z grubszych frakcji. Na glinę zwałową składa się materiał, wmarznięty niegdyś w lodowiec, który po stopieniu lodu został osadzony na skałach podłoża.

## Występowanie
Gliny zwałowe mogą występować w postaci rozległych pokładów (świadczących o zasięgu lodowca) lub w formie wkładek, soczewek i przewarstwień wśród innych osadów lodowcowych.

## Rodzaje glin zwałowych
- odłożeniowa – powstaje w stopie lodowca poprzez uwalnianie materiału pod wpływem siły tarcia; jest to zwięzła skała, która jest w stanie utrzymać pionowe ściany; mogą występować szczeliny; ma zmienne barwy
- wytopnieniowa – powstaje przez wytapianie osadu wchodzącego w skład spoiwa, przez co gliny są sypkie, nie są w stanie utrzymać pionowych ścian
- spływowa – powstaje poprzez spływ w strefach krawędziowych lodowca, buduje morenę czołową